# Paul Soisson
 (août 2016).
Si vous disposez d'ouvrages ou d'articles de référence ou si vous connaissez des sites web de qualité traitant du thème abordé ici, merci de compléter l'article en donnant les références utiles à sa vérifiabilité et en les liant à la section « Notes et références ».
Paul Soisson, né à Vichy en 1925 et mort à Neuilly-sur--Seine le 5 mai 1993, est un écrivain, auteur et publicitaire français, 

## Biographie
Paul Soisson avait commencé sa carrière à l'agence Havas à Paris. Il fut entre autres responsable de l'introduction et la promotion publicitaire de la St Valentin en France pour le compte de la Confédération des Commerçants de France. Après un court interlude auprès d'une autre grande agence nationale il se décida à créer sa propre agence de publicité, la COREP. Son travail de publicitaire se fit remarquer, notamment pour les produits de la marque "belle literie". 
Grâce à sa réputation de Praticien expérimenté, il enseigna pendant plusieurs années à l'École supérieure de publicité de Paris, puis il fut désigné par le Ministère de l'Education nationale pour participer à l'organisation du Brevet de technicien supérieur de publicité.
Dans sa deuxième partie de carrière, Paul Soisson, devint auteur de livres, dont "Les souvenances d'un vieux tortin” pour lequel il reçut le premier prix René Fallet.

## Activités Associatives
- Président de la société des Publicitaires Brevetés par l'État (PBE),
- Président de la commission d'arbitrage du Brevet de Publicitaires,
- Président du Syndicat des Conseils en Publicité,
- Secrétaire général des Grandes Causes Nationales
- Vice-Président de la Fédération Française de la Publicité
- Membre consultatif du commissariat au Plan

## Prix littéraire
Paul Soisson reçut en 1989 le premier Prix Littéraire René Fallet pour Les souvenances d'un vieux tortin, Ed. C. Bonneton.

## Distinctions
Paul Soisson était chevalier de l'Ordre National du Mérite.